# Andrew Chichirua
Andrew Chichirua (12 maggio 1986) è un calciatore vanuatuano, difensore del Tafea.

## Carriera

### Nazionale
Ha esordito in Nazionale nel 2007.